# William Dorsey Pender

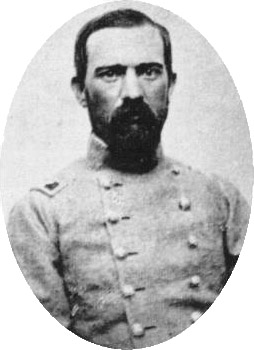
William Dorsey Pender

William Dorsey Pender (* 6. Februar 1834 in Edgecomb City, North Carolina; † 18. Juli 1863 in Staunton, Virginia) war ein konföderierter Generalmajor im Sezessionskrieg, der an den Folgen einer Verwundung in der Schlacht von Gettysburg verstarb.

## Leben
William Dorsey Pender wurde als Sohn von James Pender (1786–1873) und Sallie Routh (1791–1871) auf einer Plantage in der Nähe von Tarboro, North Carolina geboren.
Er besuchte die öffentliche Schulen und ging im Alter von 15 Jahren nach Tarboro, um in einem Geschäft zu arbeiten, das seinem Bruder Robert gehörte. Er trat 1850 im Alter von 16 Jahren in die Militar von West Point ein. Er graduierte 1854 und belegte den 19. Rang in einer Klasse von 47 Kadetten. Zu seinen angesehenen Klassenkameraden gehörten die späteren Generale O.O. Howard, John Pegram, Jeb Stuart, Archibald Gracie, S. D. Lee, Stephen H. Weed, James Deshler und Thomas H. Ruger. Die Klasse von 1854 brachte 11 Generäle hervor; von diesen wurden im späteren Bürgerkrieg 6 im Kampf getötet, darunter fünf bei der Konföderation. Nach seinem Abschluss wurde Pender als Secondeleutnant für die Artillerie ausgemustert.
Er diente danach im 1. US-Dragonerregiment, das hauptsächlich an der Pazifikküste eingesetzt war. Der dunkelhaarige Leutnant Pender wurde für seine Tapferkeit bei den Dragonern schnell bekannt. Im Gefecht von Spokane Plains im Washington Territory wendete Pender ein Kleingewehrgefecht, indem er auf den Häuptling zu galoppierte, ihn an Arm packte und ihn auf diese Weise von seinen Mitkämpfern wegriss und ihn dann in die Mitte seiner Soldaten schleuderte.
William D. Pender verheiratete sich am 3. März 1859 in Edgecombe County mit Mary Frances, geborene Shepperd (* 9. März 1840 in Forsyth County, North Carolina; † 3. Juli 1922 in Tarboro, Edgecombe County), das Paar hatte zwei Söhne.
Pender trat am 21. März 1861 aus der US Army aus, um sich als einer der ersten Südstaatler, der Sache der Konföderation anzuschließen. Er wurde als Oberst im 3. und 6. Infanterieregiment von North Carolina eingesetzt, erlangte schnell den Ruf eines der schlagkräftigen Kommandanten in der Army of Northern Virginia.
Am 3. Juni 1862 wurde er nach seinem Einsatz in der Schlacht von Seven Pines zum Brigadegeneral befördert und in North Carolina zum Kommandeur einer Brigade der „leichten Division“ des Generals A. P. Hill ernannt. Penders Tapferkeit war in dieser Schlacht so auffällig, dass er die Aufmerksamkeit von Jefferson Davis auf sich zog und ihn auf dem Schlachtfeld zum General befördern ließ. Pender zeichnete sich als Brigadekommandant unter John Bell Hood aus und bemühte sich, seine Brigade „unübertroffen von Hoods texanischen Jungs“ zu machen. Während der Sieben Tage Schlacht bei Malvern Hill verwundet, kam er bald genesen zurück, um bei Cedar Mountain, Second Manassas, Harper’s Ferry und Sharpsburg mitzukämpfen. Er wurde sowohl in der Schlacht von Fredericksburg und Chancellorsville als auch in der zweiten Schlacht von Bull Run leicht verwundet. Nachdem ihn bei Manassas eine Granate seinen Kopf gestreift hatte, sagte seine Frau scherzhaft, dass es ihm gut gehe, aber sein Kopf sei „etwas kahler als früher“.
Nach der Reorganisation der Armee erhielt Pender das Kommando über Generals Hills`Division, nachdem dieser zum Kommandeur des konföderierten 3. Corps ernannt worden war. Ein Offizier äußerte die Meinung der Meisten, die ihn kannten: „Er war einer der coolsten, selbstbeherrschtesten und unter Beschuss absolut furchtlosesten Männer, den ich je gesehen hatte.“
Am 27. Mai 1863 folgte Penders Beförderung zum Generalmajor, er war mit neunundzwanzig einer der jüngsten von General Lees Divisionskommandeuren. Pender hatte während der Fredericksburg-Kampagne einen Streit mit James Jay Archer und kritisierte offen die Führung von Jackson oder Stuart. Von Ersterem bemerkte Pender, dass er eine Beförderung nur wünschte, um „sich Jacksons Befehlsgewalt zu entziehen“. Er merkte an, dass Jackson „die Armee so totkämpfen würde, wie er marschiert“ und dass dieser die Tatsache vergesse, „dass man dabei müde, hungrig oder schläfrig wird“. Was letzteres betrifft, hielt Pender seinen Klassenkameraden für „einen intriganten Burschen“ und er sich „um nichts in der Welt von ihm kommandieren lassen würde“.
Pender befehligte dann unter General Hill in der Schlacht von Gettysburg dessen ehemalige leichte Division. Beim Versuch, seine Truppen am zweiten Kampftag vorzubereiten, wurde Pender durch einen Granatsplitter am fleischigen Teil des Oberschenkels verwundet. Die Wunde blutete stark, der Anblick beunruhigte seine Männer wahrscheinlich nicht besonders, weil sie daran gewöhnt waren, ihn verwundet zu sehen. Doch bald musste Pender das Schlachtfeld verlassen. Als Truppenführer zu wertvoll erachtet, um als Gefangener zurückgelassen zu werden, wurde er in einem Wagen über den Potomac zurück geschleust. Trotz der schwierigen Fahrt und einer sich einstellenden Infektion wurde jedoch angenommen, dass er sich erholen würde, da sich sein Zustand anfangs zu verbessern schien. Dann erlitt er in Staunton, Virginia, eine schwere Blutung, und obwohl er das Blut mit einer Haarbürste und einem Tourniquet stoppen konnte, hielt der anwesende Chirurg die Arterie nicht mehr als rettbar. Pender verblutete bei der Amputation seines Beines. Seine Leiche wurde in die Heimat überführt und auf dem Kirchhof der Calvary Church in Tarboro, North Carolina, beigesetzt. Seine letzten Worte waren: „Sag meiner Frau, dass ich keine Angst vor dem Tod habe. Ich kann meine Seele vertrauensvoll Gott überlassen und auf die Sühne Jesu Christi vertrauen. Ich bereue nur, sie und unsere beiden Kinder verlassen zu haben. Ich habe immer versucht meine Pflicht in allen Belangen zu erfüllen, in die mich die Vorsehung gestellt hat.“